# Archéologie féministe

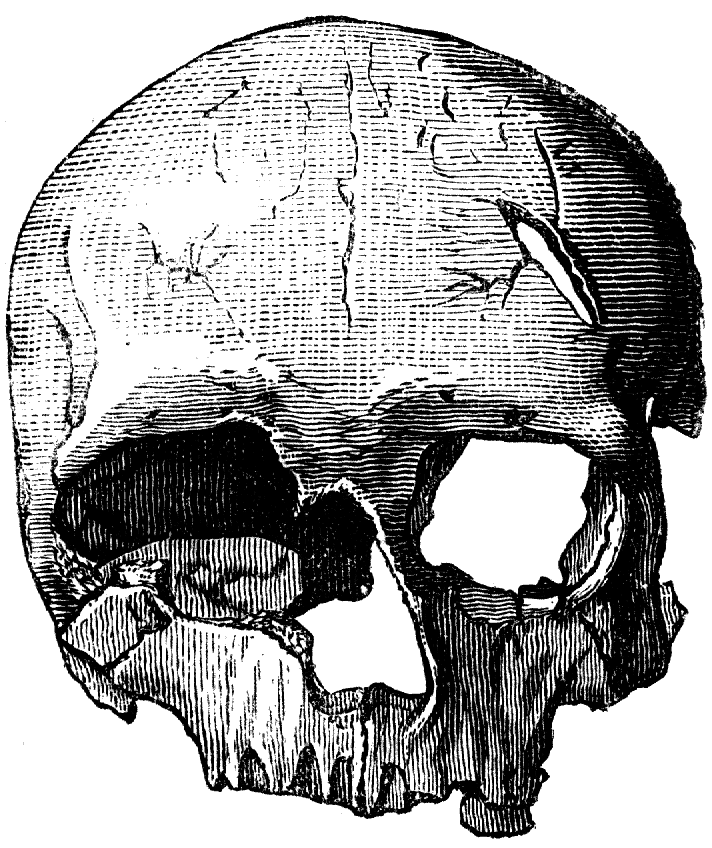
Cro-Magnon 2, le crâne de la femme (dessin de 1884). L'Homme de Cro-Magnon est une icône de la paléontologie humaine, mais pas la femme de Cro-Magnon qui faisait pourtant partie de l'ensemble des cinq squelettes découverts dans l'abri de Cro-Magnon en 1868, et dont le squelette resta conservé dans les magasins du musée de l'Homme. Les biais de genre qui affectent les préhistoriens masculins ont conduit à interpréter la brèche osseuse sur la partie latérale droite du crâne comme un marqueur de violence primitive (assassinat, viol), alors qu'elle provient d'un malencontreux coup de pioche ou de pelle lors de son exhumation en 1868.

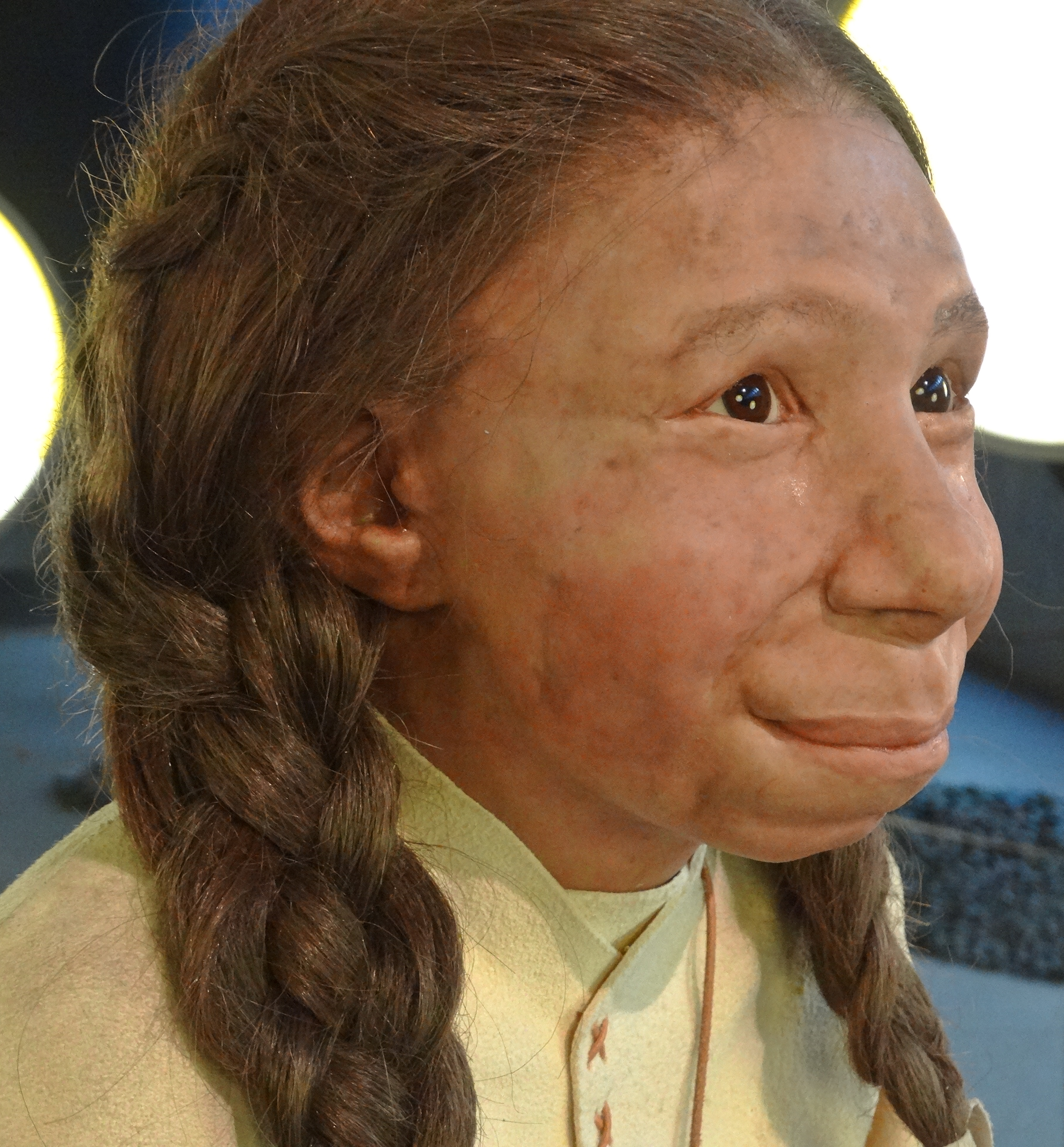
Reconstitution du crâne H5, attribué à la « femme de la Quina » mais qui a changé cinq fois de sexe depuis sa découverte, en raison de la difficulté pour les paléoanthropologues à évaluer le dimorphisme sexuel de stature, peu accentué chez les Néandertaliens.

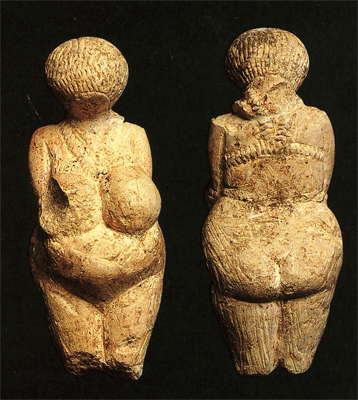
Certaines Vénus paléolithiques sont peut-être des autoportraits de femmes enceintes. Le ventre bombé et le nombril proéminent de celle de Kostienki semblent indiquer une grossesse presque à son terme, les « ceintures » servant peut-être de soutien-gorge, d'accessoire obstétrical ou de portage des bébés.

L'archéologie féministe est une orientation de l'interprétation archéologique des sociétés passées selon une perspective féministe ; elle s'inscrit dans le champ disciplinaire plus large de l'anthropologie féministe. Si elle porte attention au genre, elle considère également d'autres aspects des sociétés anciennes liés à la race ou à la classe. L'archéologie féministe est préoccupée par la présence d'un biais androcentrique perçu dans la structuration des normes disciplinaires de l'archéologie (en commutation avec un biais gynocentrique au sein de la discipline). De plus, elle a critiqué l'application sans discernement des normes et valeurs occidentales modernes à des sociétés passées.

## Éléments historiques
L'essor des sciences anthropologiques et préhistoriques dans la seconde moitié du XIXe siècle est dominé par la représentation stéréotypée de la femme préhistorique issue des clichés véhiculés par l'évolutionnisme culturel et les savants, en majorité des hommes, au gré de leurs convictions et/ou revendications. Les artistes et l'iconographie des ouvrages scientifiques, des manuels et des textes vulgarisés de préhistoire, reprennent ainsi la tradition culturelle judéo-chrétienne et victorienne qui imposent le modèle du patriarcat et de la femme soumise. Ce cadre de pensée reste prégnant dans les années 1950, lorsque des anthropologues américains (Sherwood Washburn, Irven DeVore (en), Richard Lee (en)) poussent à l’extrême le modèle androcentrique de « l'homme chasseur » (Man the hunter). Ce modèle globalisant évolutionniste a le mérite, au lendemain de la Seconde Guerre mondiale, de s'opposer aux dérives racistes de l'anthropologie mais impose une vision machiste en reprenant l'idée darwinienne selon laquelle les principaux acquis de l'humanité dériveraient de la grande chasse, pratique uniquement masculine : grâce à ces activités cynégétiques, les hommes auraient développé la bipédie, l'habileté manuelle, l'intelligence, la sociabilité pour chasser en groupe et le sens du partage pour distribuer le butin. Dans le prolongement des mouvements féministes dits de la 2e vague, des femmes anthropologues américaines, parfois élèves de Washburn, remettent en cause ce modèle. L'article fondateur de l'archéologie féministe, Woman the gatherer: male bias in anthropology (« La femme collectrice, biais de genre en anthropologie ») est présenté en 1970 par Sally Slocum (de) lors d'un congrès de l'American Anthropological Association. Slocum, Adrienne Zihlman et Nancy Tanner formulent et développent les années suivantes un autre modèle universel évolutif, tout aussi spéculatif et controversé que le premier, celui de la Woman, the Gatherer, jouant sur le double sens du terme, à la fois de femme « collectrice » et « rassembleuse », et qui expliquerait à son tour l'hominisation,.
L'émergence de l'archéologie féministe est contemporaine d'autres objections opposées à l'épistémologie, défendues par l'archéologie processuelle, les archéologies symboliques et herméneutiques. Dans la même décennie, Marija Gimbutas reprend la thèse du matriarcat primitif pour développer la théorie de la religion matriarcale.
En 1974, une équipe de chercheurs franco-américain découvre un fossile relativement complet d'Hominidé, et lui donne un prénom féminin Lucy, bien qu'un débat scientifique existe sur son sexe. Ce fossile qui fait partie de nos mythes des origines a été promu « première femme », « grand-mère de l’Humanité » et semble s'être superposé à l'Ève de la Bible.
L'article « Archaeology and the Study of Gender », paru en 1984 et écrit par Margaret Conkey et Janet Spector, résume la critique féministe de la discipline à l'époque : 
- le caractère même de la discipline a été construit autour de valeurs et de normes masculines :
- les archéologues ont abusivement surimposé les normes occidentales modernes en matière de genre sur les sociétés passées, par exemple dans leur analyse de la division sexuelle du travail ;
- le financement de la recherche et les thèmes d'étude retenus par les institutions privilégient les contextes et des objets associés aux activités des hommes préhistoriques (plutôt qu'aux activités féminines), tels que la production de pointes de projectiles et la découpe sur les sites d'abattage ;

Par exemple, les femmes ont généralement été encouragées à poursuivre des études de laboratoire au lieu du travail sur le terrain (bien qu'il y avait des exceptions à travers l'histoire de la discipline) et l'image de l'archéologue est robuste, masculine, un « cow-boy de la science ».
En 1991, deux publications ont ensuite marqué l'émergence de l'archéologie féministe à une grande échelle : le volume Engendering Archaeology, qui se concentre sur les femmes dans la préhistoire, et un numéro thématique de la revue Historical Archaeology, qui porte sur les femmes et l'égalité dans l'Amérique postcolombienne. Hors du continent américain, l'archéologie féministe a connu une émergence plus tôt et un plus grand soutien au sein de la plus grande communauté archéologique.
Les spéculations des pionnières du féminisme américain qui ont mis fin à l'invisibilisation des femmes préhistoriques, sont aujourd'hui dépassées et laissent la place à des nouvelles approches qui examinent le rôle des femmes dans les activités de subsistance (collecte pour la nourriture, chasse au petit gibier), de guérison (chamane, femme-médecin connaissant les plantes médicinales), les activités techniques (tissage, couture, vannerie, préparation des peaux, taille de la pierre, poterie), les activités artistiques . Ce renouveau dans les approches en archéologie « ne vise plus à produire des "modèles" globaux, mais plutôt des études locales, adossées à une critique des idéologies sous-jacentes à la construction des savoirs. Il ne s'agit plus de chercher dans un recours à l'origine les preuves de la prééminence des femmes, mais plutôt d'identifier, à l'aide de méthodes archéologiques rigoureuses, les différents rôles qu'elles ont réellement assumés dans la préhistoire et la manière dont les sociétés préhistoriques ont pu déterminer et vivre les différences entre les sexes ».

## Galerie

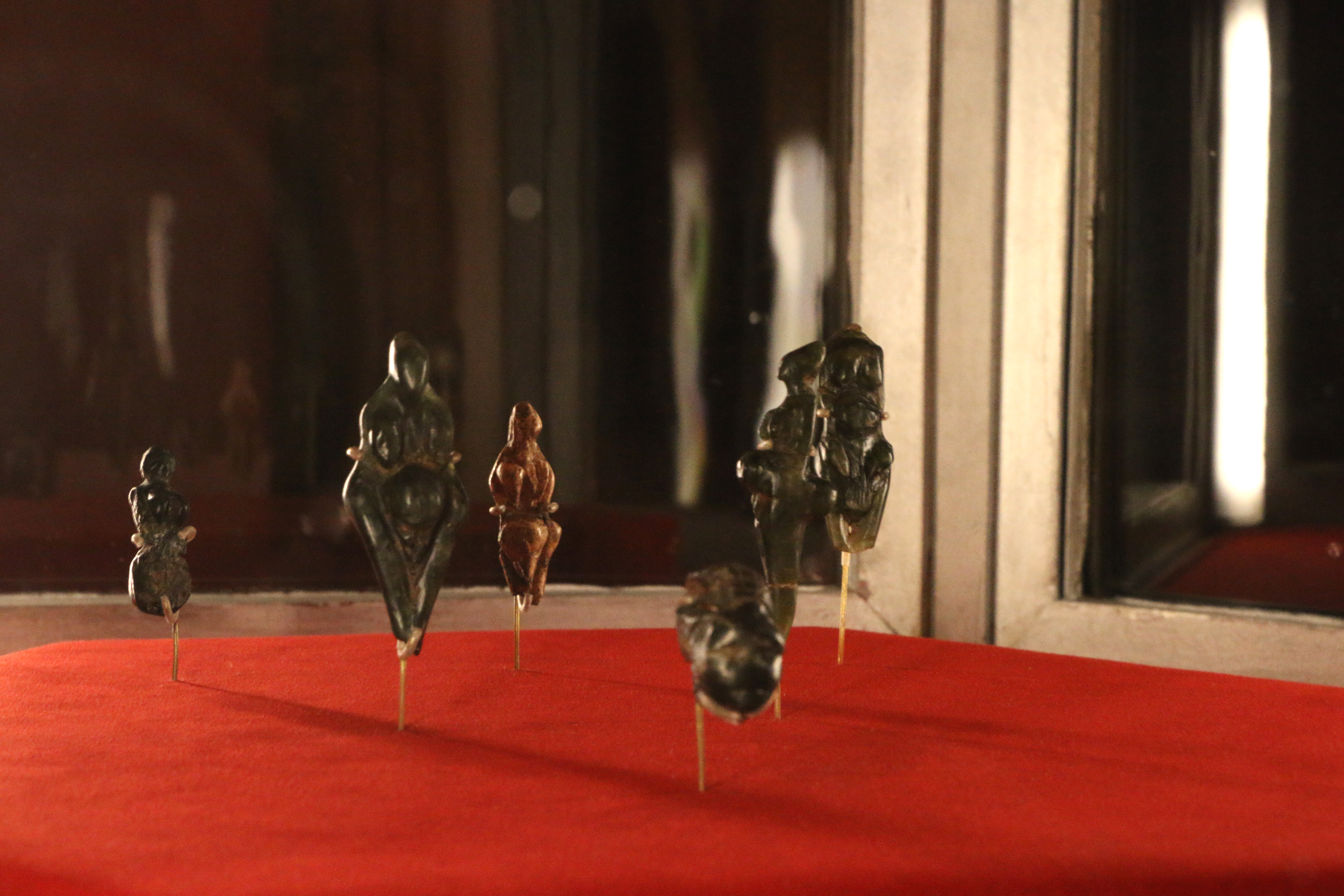
Les Vénus de Grimaldi étaient peut-être des amulettes[22] : l'artiste a sculpté des femmes sur le point d'accoucher (vulve dilatée, tête du bébé émergeant de l'utérus)
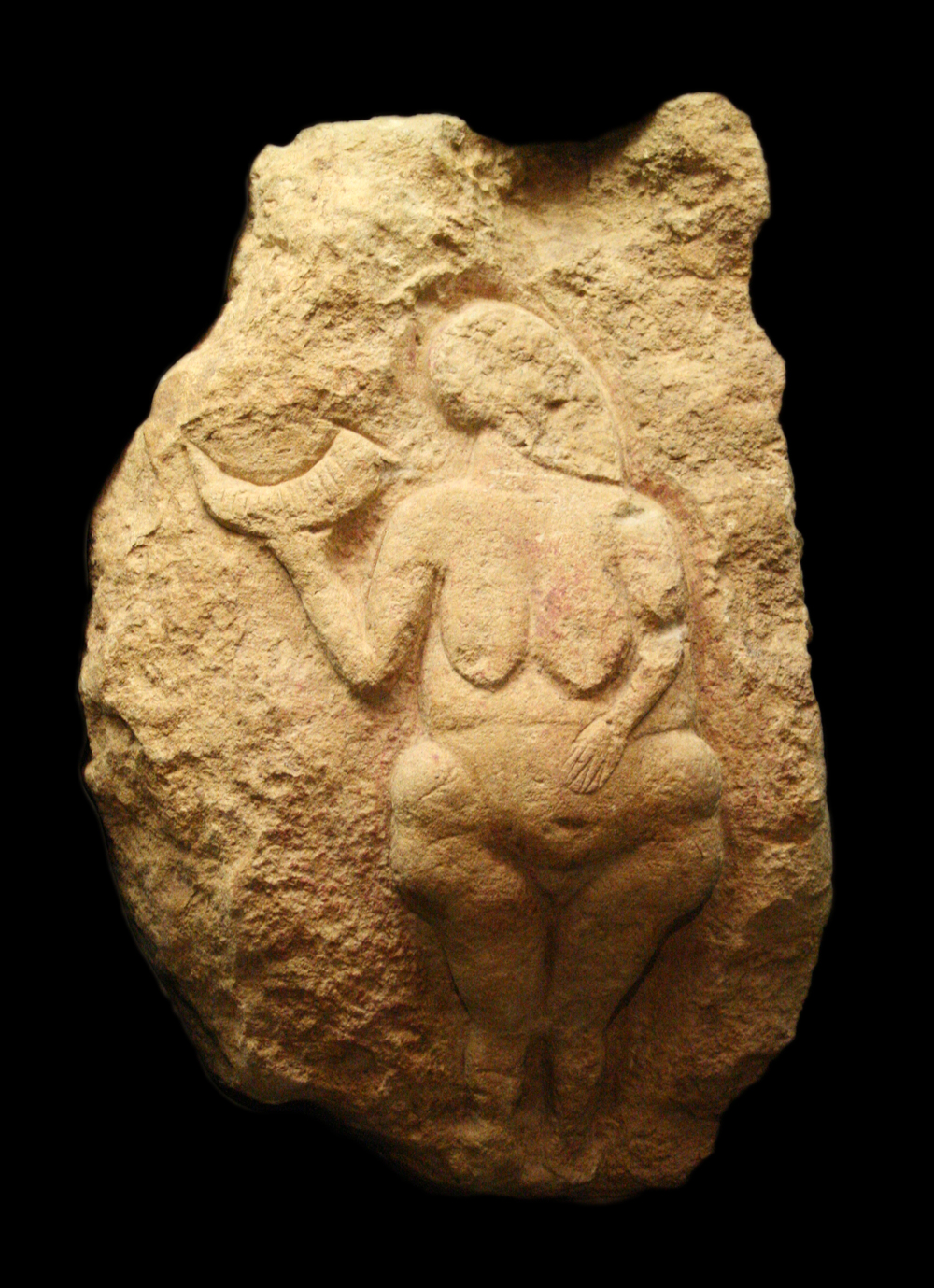
La Vénus de Laussel porte une corne ou un croissant marqué par treize encoches qui pourraient représenter un calendrier obstétrical[24].
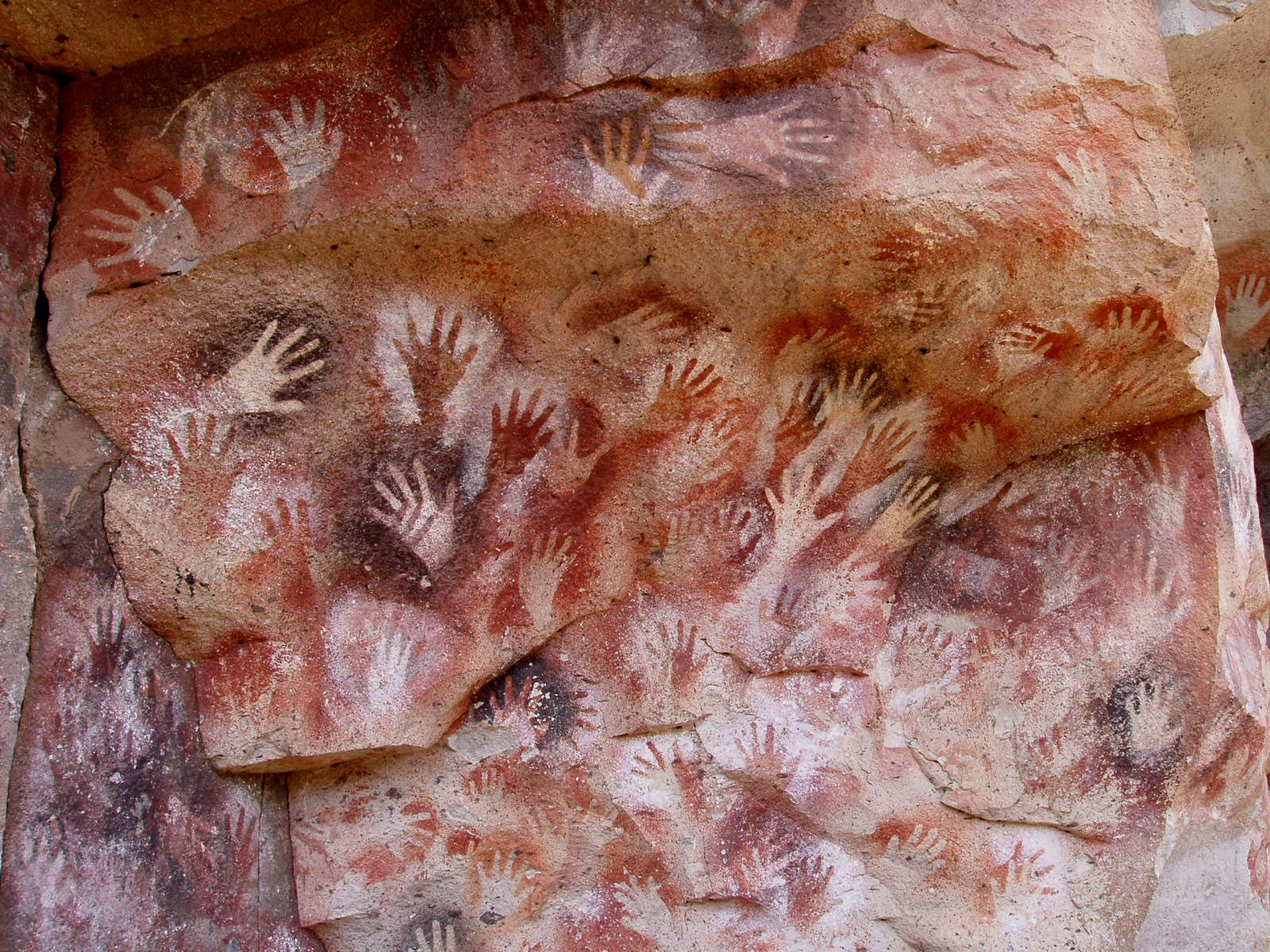
L'indice de Manning appliqué aux mains négatives, bien que peu fiable[25], suggère la participation des deux sexes aux activités artistiques sur les parois des grottes ornées[26].